# Auralux Recordings
Auralux Recordings est un label discographique britannique spécialisé dans l'édition d'albums de reggae, notamment de raretés qui n'ont jamais vu le jour sur album. David Katz, écrivain et journaliste, auteur d'une biographie de Lee « Scratch » Perry en est le principal acteur.

## Discographie
- LUXX001 - Whip Them King Tubby - Linval Thompson and Friends (album)
- LUXX002 - Whip Them King Tubby - Linval Thompson and Friends (EP 4 titres, 12")
- LUXX003 - Black Panta'/'V/S Panta Rock - The Upsetters (vinyle 10")
- LUXX004 - Upsetters 14 Dub Blackboard Jungle - The Upsetters (album)
- LUXX005 - African Anthem - Mikey Dread (album)
- LUXX006 - Roots of Dancehall : Thompson Sound meets Roots Radics at Channel One - (album)
- LUXX007 - Auralux Reggae Showcase - (Compilation)
- LUXX008 - King Jammy in Roots - (album)
- LUXX009 - Sufferation - Sounds of Niney the Observer (album)
- LUXX010 - Sly & Robbie's Taxi Sound - (album)
- LUXX011 - Unreleased Night Food & Rare Black Ark Sessions The Heptones (Album)
- LUXX012 - Bible Story / Whenever You Need Me - Cornell Campbell (vinyle 10")
- LUXX013 - Sly & Robbie's Taxi Sound -  Sly and Robbie (vinyle 12")
- LUXX014 - Jack Ruby Hifi - (album)
- LUXX015 - Barrington Levy in Dub - (album)
- LUXX016 - Fatman presents Prince Jammy vs, Crucial Bunny : Dub Contest - (album)
- LUXX017 - Dub Landing vol. 1 et 2 - Scientist et Prince Jammy (album)
- LUXX018 - shaolin temple - Barrington Levy (album)